# Гродненське гето
Гродненське гето (листопад 1941 — 12 березня 1943) — єврейське гето, місце примусового переселення євреїв міста Гродно в процесі переслідування і знищення євреїв під час окупації території Білорусі військами нацистської Німеччини у період Другої світової війни.

## Окупація Гродно і створення гето
У 1931 році 42,6 % мешканців Гродно (18 697 осіб) становили євреї. У 1937 році місто було наполовину єврейським — 30 000 з 60 000 жителів, і така ж чисельність євреїв збереглася до 1941 році. За даними окупаційної влади, на 29 липня 1941 року в Гродно перебувало 18 560 євреїв.
Гродно перебувало під німецькою окупацією 3 роки і 1 місяць — з 23 (24) червня 1941 року до 16-24 (14) липня 1944 року. Сили вермахту захопили Гродно за один день, у місті не припинялася паніка, час для втечі було втрачено: «…навіть тих євреїв, які встигли втекти, німці наздогнали — настільки швидко вони рухалися. І євреї повернулися назад…».
До євреїв відразу були застосовані «санкції» — обмеження. Ще до створення гето їм під страхом смерті наказали носити особливі знаки — білі нарукавні пов'язки з синьою «зіркою Давида», які потім в гето були замінені на шестикутні жовті зірки, нашиті спереду і ззаду. Євреям дозволили ходити тільки по проїжджій частині і тільки по одному, їм заборонялося з'являтися на ринку, заходити до парків, театрів та кінотеатрів. Кожен єврей, побачивши німця чи поліцая, вже здалеку зобов'язаний був зняти свій капелюх.

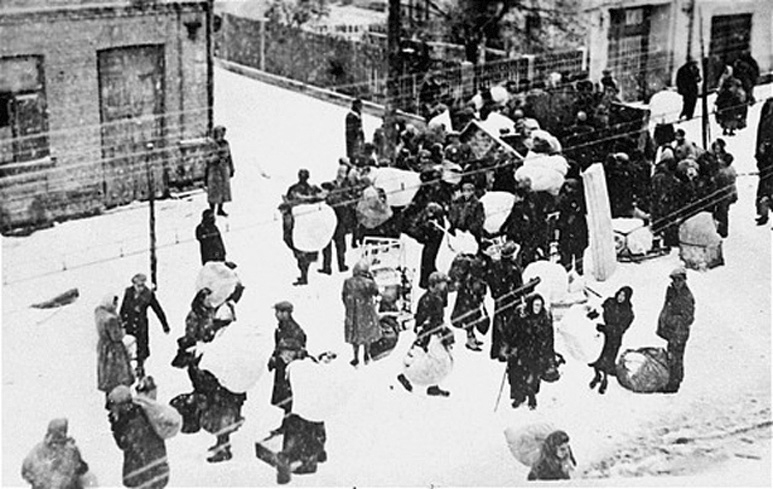
Переселення євреїв Гродно до гето. Листопад 1941.

Негайно після окупації всіх євреїв у віці від 16 до 60 років зобов'язали щодня вранці бути на вказаному місці для розподілу на примусові роботи, і потім їх як рабів розбирали всі, кому заманеться. 15 жовтня 1941 німці посилили умови для євреїв: працювати були зобов'язані чоловіки від 14 до 60 років, і жінки від 14 до 55 років. На роботі євреїв не годували і нічого не платили. За найменшу «провину», навіть за бажання просто розігнути спину, били і навіть вбивали. Євреїв вбивали і в разі будь-якої події, тому що вважалося, що «завжди і у всьому винні євреї». Одного разу німці загнали групу євреїв у річку Німан і не давали їм вийти, поки вони не потонули.
На початку липня 1941 року в Гродно прибув загін карателів для знищення провідних представників інтелігенції єврейської громади — педагогів, художників, лікарів, юристів та музикантів. Був складений список і 5 липня 1941 року німці та колабораціоністи вивезли за місто і вбили 80 чоловік — найбільш авторитетних і освічених членів громади, хто потенційно міг організувати або очолити опір.
Для організації виконання вказівок нацистів у єврейській громаді в липні 1941 року в Гродно був створений юденрат. До його складу спочатку було включено 10 осіб, а потім їх число нацисти збільшили до 24. На чолі юденрата окупанти поставили колишнього директора гімназії і викладача школи «Тарбут» Давида Бравера (Brawer).
У вересні 1941 року нацисти почали організувати в Гродно 2-а гето (приблизно в двох кілометрах одне від іншого), які зайняли площу близько 1,5 гектарів (вул. Єрусалимська, тепер Антонова, і район вулиці Велика Троїцька). Поділ на 2 гето було зроблено німцями з метою полегшити собі надалі вже заплановане знищення гродненських євреїв: у гето № 1 зігнали кваліфікованих робітників, у гето № 2 — «непродуктивних» євреїв.
Гето № 1 було створено в центральній частині міста, в «Старому місті», недалеко від замку та навколо Великої хоральної синагоги, — на вулицях Скидельській і Переца, в районі Скидельської площі, а його центральний вхід знаходився з боку вулиці Замкової (перейменованої німцями у Burg Strasse). На площі менше половини квадратного кілометра воно вміщувало 15 000 в'язнів і проіснувало з листопада 1941 року по березень 1943 року. Гето було оточене 2-метровим парканом.

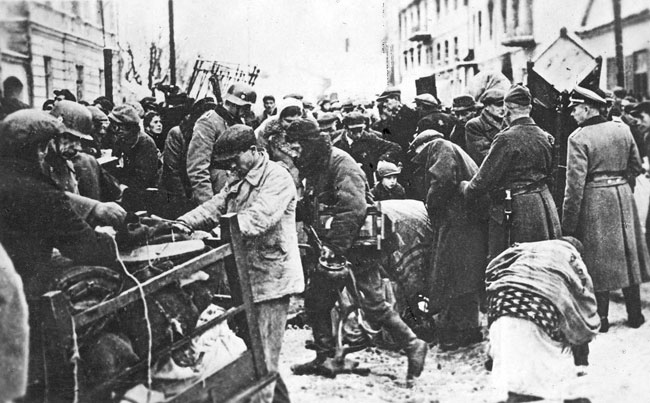
Німці женуть євреїв Гродно до гето. Листопад 1941.

Гето № 2 було організовано за залізничними коліями в районі вулиці Переца (колишній приміський район Слобідка), поряд зі старими казармами біля ринкової площі. Це гето займало більшу площу, ніж гето № 1, але його житлові будови були у набагато гіршому стані. Туди були зігнані 10 000 євреїв, яким дали тільки 6 годин, щоб переселитися без використання транспортних засобів, в результаті тисячі людей в паніці ломилися у ворота гето. Гето було оточене парканом вздовж вулиці Скидельської. Вхід до гето знаходився на вулиці Артилерійській (перейменованій німцями у Kremer Strasse). Гето № 2 було знищено до травня 1943 року.
2 листопада 1941 року формування обох гето було завершено і всі євреї міста опинилися всередині них. За переховування євреїв загрожувало розстрілом. Начальником гето № 1 став Курт Візі (Kurt Wiese), гето № 2 — Отто Стреблев. Обидва любили особисто розстрілювати євреїв, і з показань свідків відомо, що Візі два рази в день змінював свій одяг, тому що він промокав від крові.

## Умови у гето
Умови життя у Гродненському гето були надзвичайно важкими, принизливі і нелюдські. За свідченням Хаїма Шапіро: «Вдягнули жовті зірки Давида спереду і ззаду. Ходили тільки по проїжджій частині. Плювали на нас, могли вбити, якщо німець зловить. І поляки теж знущалися страшно. Ми були люди поза законом. Бувало, встанеш вранці, йдеш і дивишся — повішені на балконах…» Проте в'язні цього гето голодували відносно менше, ніж у багатьох інших гето, і були вбиті пізніше, тому що гітлерівці включили Гродно до складу Третього рейху — рейхскомісаріату Остланд («Східні землі»). Люди, щодня ризикуючи життям, ухитрялися міняти речі і пожитки на хоч якісь продукти.
В обох гето були впроваджені хлібні картки, за якими євреї отримували близько 200 грамів хліба на день за невелику платню. Юденрат іноді, в особливих випадках, доставляв у гето трохи конини. У підвалі Великої синагоги вдалося створити запас картоплі, який теж потроху розподілявся юденратом серед в'язнів.
В перші місяці існування гето убивства не були основною причиною смертей в'язней — більша частина померлих у цей початковий період існування гето євреїв або покінчили з собою від жаху безвиході або померли від хвороби. Особливо багато померало дітей, чий організм не витримував умов існування у гето. За словами пережившої голокост Франи Бройде: «Німці добилися своєї ціли. Фізично і духовно зломали євреїв. Підпорядкували їх повністю. Забрали майно і здатність міркувати. Апатія, виснаженість, безнадійність, опанували євреями і полегшили німцям процес винищення».
Євреїв змусили жити у настільки страшній тісноті, що багатьом ніде було лягти, і вони спали сидячи. З цього приводу у грудні 1941 року нацисти були навіть вимушені перемістити частину в'язнів з гето № 1 у менш щільно заселене гето № 2.
Доктор Клінгер з Лодзя до війни написав і видав книгу «Про сексуальне життя німців і їх збоченнях». Німці дізналися, що він перебуває у гето № 2, знайшли його, багаторазово били, однак тимчасово залишили живим, змушуючи надавати їм допомогу при венеричних захворюваннях.

## Знищення гето
Усього за час існування обох гето у Гродно через їх пройшло біля 42 000 євреїв, з котрих приблизно 20 600 загинуло.
Вбивства євреїв у самому місті проходили на території міської в'язниці, у будівлі на вулиці Комінтерну, форт № 2, у Великої синагоги (там у більшості розстрілювали хворих і поранених євреїв) і у інших місцях. Понад 1000 в'язнів були розстріляні на старому єврейському цвинтарі. Окрім розстрілів і смерті від побиття, євреї помирали від виснажливої вбивчої праці, голоду і антисанітарії, яка викликала хвороби і епідемії.

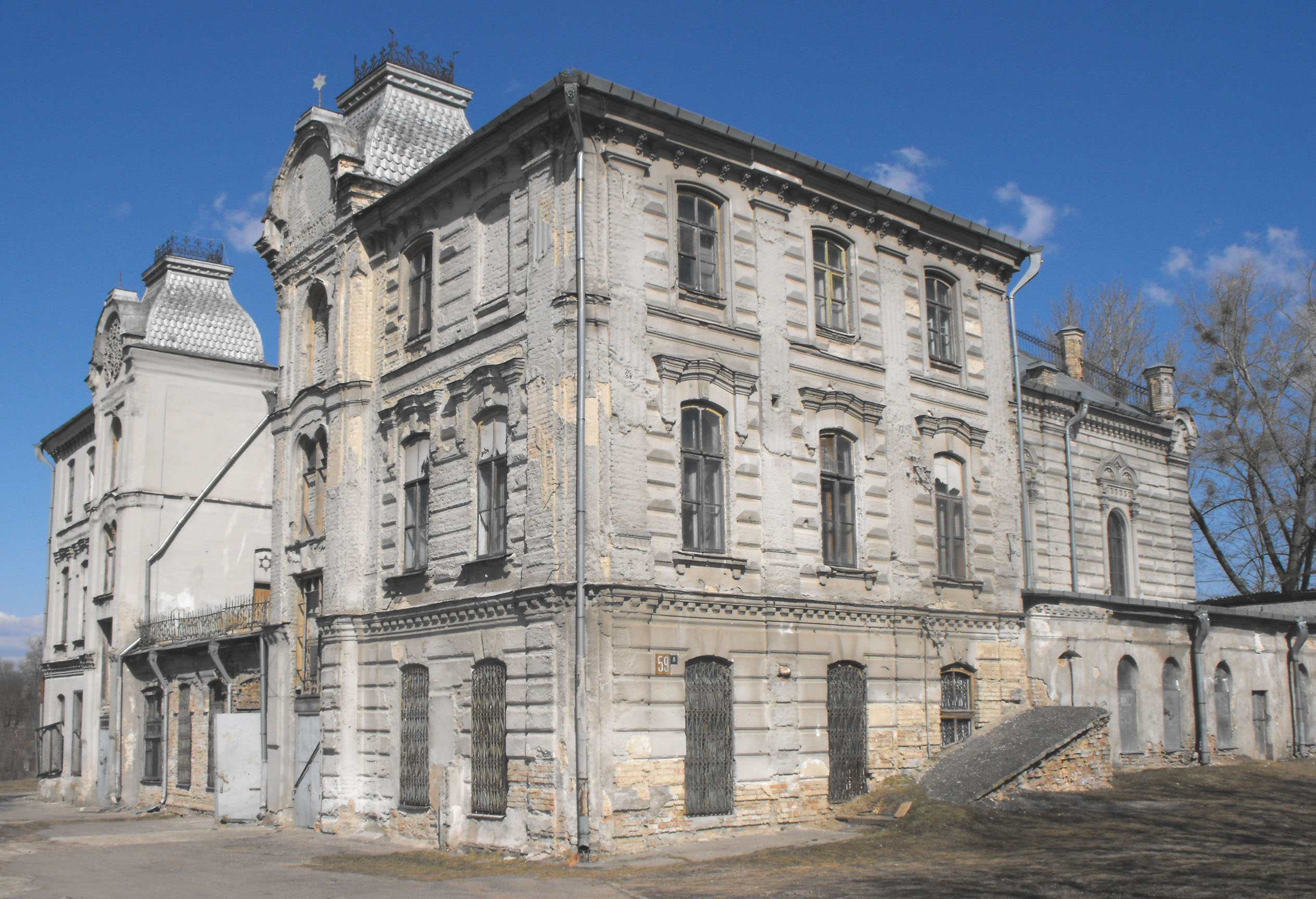
Велика хоральна синагога у Гродно, під час війни перебувала у межах Гродненського гето. Часто була місцем збору євреїв перед відправленням у концтабори, також біля неї розстрілювали в'язнів гето.

1 листопада 1942 року гітлерівці почали відправляти євреїв з гето і прилеглих містечок у пересильний (транзитний) табір Ковбасине, а з 2 листопада 1942 року обидва гето були оточені і заблоковані охороною. Більшість в'язнів з табору Ковбасине далі були відправлені у товарних вагонах до концентраційних таборів Аушвіц (Освенцим) та Треблінка і загинули там; перший транспорт з гродненськими євреями прибув до Аушвіцу 18 листопада 1942 року.
Німецькою цивільною адміністрацією документально зафіксовано, що до 1943 року з Гродно вивезли 20 577 євреїв. Хтось з них лишився у таборі Ковбасине, хтось — у таборах смерті у Польщі. У Шталаг-353 до осені 1942 року доставляли тільки євреїв, а за деякими свідченнями, у грудні 1942 року у цей табір привезли приблизно 30 000 євреїв з містечок Білостоцької округи (Гродненської та Білостоцької областей Білорусі), з котрих приблизно 27 000 осіб упродовж тижня вивезли й убили, а 3000 перевели у Гродненське гето № 1 і знищили пізніше.
12 лютого 1943 року начальник гето № 1 Візе наказав юденрату виділити 400 людей буцімто для роботи за межами гето. 13 лютого відібраних людей (серед них — всі чоловіки з гето) загнали до Великої синагоги, тих які намагалися бігти розстрілювали на місці. Працівників юденрата і кваліфікованих робітників відділили і розстріляли; голову юденрата Бравера застрелив особисто Візе. Тих що залишилися у живих 2500 осіб гнали колоною з гето до залізничної станції по вулиці Бригітскій і повезли до табору смерті Треблінка (від Гродно 150—160 кілометрів). Знищивши весь склад юденрата, гестапівці вбили начальника єврейської поліції гето Серебрянського.
До 12 березня 1943 року Гродненське гето було знищене, небагатьох вцілілих в'язнів вивезли у Білостоцьке гето (але ще і у травні 1943 року ловили і вбивали окремих євреїв). Гродно, по німецький донесенням від 13 березня 1943 року, став «юденфрай» — «вільним від євреїв», хоча на момент визволення Гродно 14 липня 1944 року у місті ще були живими від 40 до 50 євреїв.
Бригада білорусів шукала цінності у вже ліквідованому гето, ретельно вистукуючи стіни та підлогу. Дуже цінувалися знахідки ще живих євреїв — за кожне виявлене сховище («малину») німці щедро платили.
Євреїв, що були вбиті у місті, хоронили у ровах 12-го форту Гродненської фортеці і в ярах. З метою приховування слідів злочинів, з весни 1944 року нацисти стали змушувати євреїв, що залишилися живими, і військовополонених маскувати місця масових вбивств — розрівнювати надмогильні пагорби, висаджувати на їх поверхні квітники та овочі (так було зроблено у дворі в'язниці). На цвинтарях Гродно, Ковбасина, Лососного, форта № 2 і в інших місцях тіла вбитих викопували і спалювали. Міська комісія сприяння НДК СРСР у акті від 26 червня 1945 року встановила, що місця масових захоронень мали розміри 2-6 м у ширину і 50-100 м у довжину, а вбитих укладали до семи рядів у глибину.

## Організатори і виконавці убивств
Збереглися задокументованими деякі імена організаторів і виконавців «акцій» (таким евфемізмом німці вважали за краще називати організовані ними масові вбивства): комісар Гродненського повіту фон Плетц, начальник гестапо Ефреліс, його заступник Шоп, комендант гето № 1 Візо (був відмінним стрільцем — любив стріляти у в'язнів гето, не виймаючи пістолет з кишені, і потрапляв ним у голову), комендант гето № 2 Стрельбов, начальник міської в'язниці Шедель, начальник жандармерії Воронівського району Раймунд. По свідоцтву Марії Волтрик, прибиральниці у гестапо: «Майже кожен день приходилося мити кімнати від крові, всі поли, двері, піч були забрызганы кров'ю, були забризкані кров'ю, такі випадки повторювалися навіть двічі на день. Самі Візо, Штрейбле і др. при криках катованих сміялися, постійно п'яні. Приходили ранком на роботу після оргії, ставили заарештованих до стінок і стріляли так, кулі падали на декілька мм від голови заарештованого. Дуже знущались над євреями, які працювали там цілими днями… — всіх жахів не перерахуєш».
Комендант гето № 1 гестаповець Курт Візе через багато років після війни був знайдений і заарештований за допомогою Центра Симона Візенталя, у 1967 році він був засуджений на 7 довічних ув'язнень, але за допомоги підпільної нацистської організації втік і більше не був спійманий.

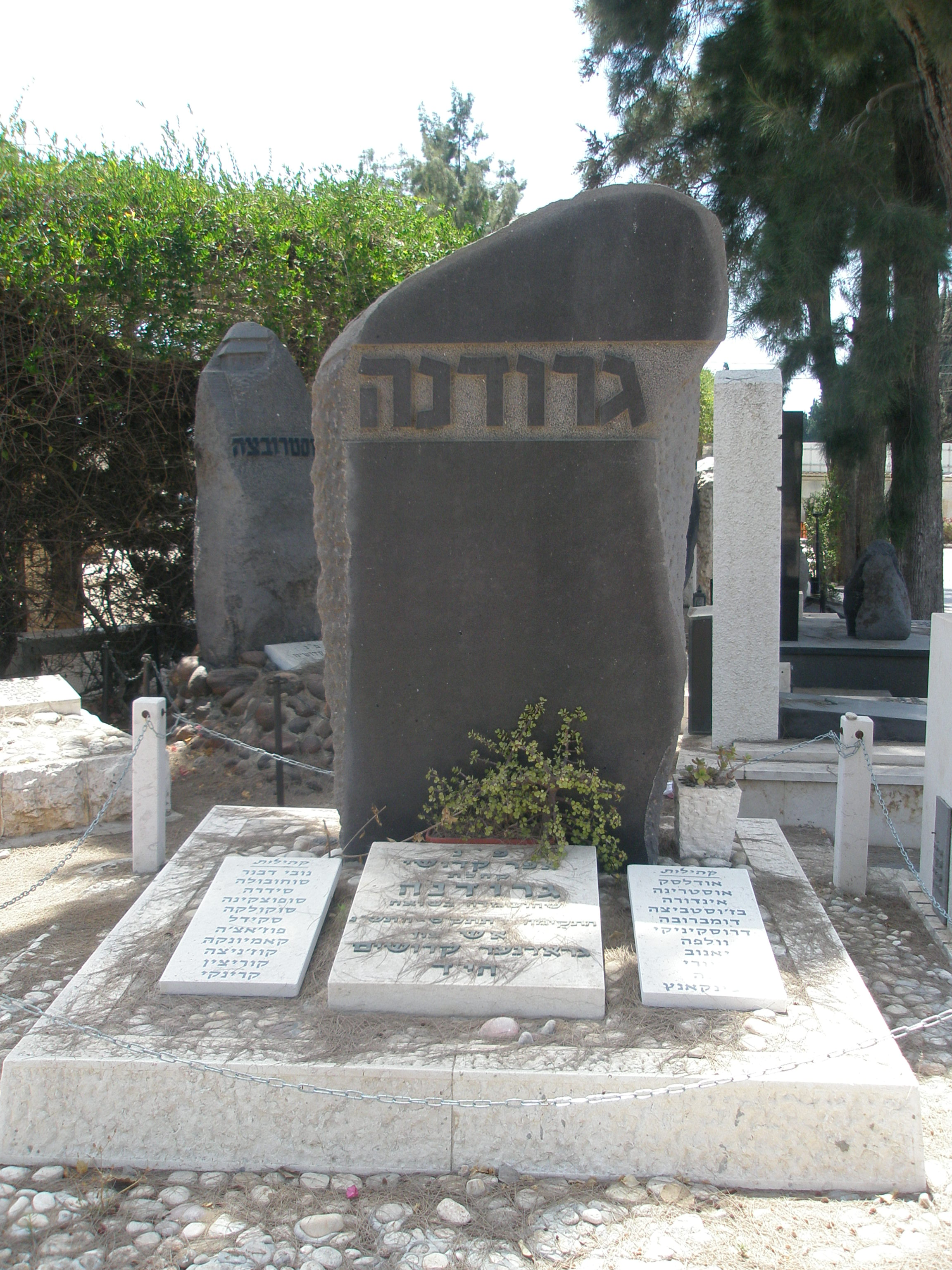
Камінь на вшанування пам'яті про вбитих під час Катастрофи євреїв Гродно на цвинтарі «Кир'ят Шауль» у Тель-Авіві

## Спротив
На початку 1942 року у Гродненському гето була створена організація спротиву. У гето діяла група інженера за псевдонімом «Кувадла», члени якої виготовляли саморобні гранати і пляшки Молотова — для самооборони і передачі партизанам. Підпільниками була зроблена невдала спроба ліквідувати комендантів гето.
Безліч свідків розказали про героїчні вчинки Лєнкі Пренської, яка перед стратою за спробу втечі з гето, вже з зашморгом на шиї, плюнула в обличчя коменданта Візе і сказала йому: «Твій кінець буде гіршим».

## Нагоди спасіння і «Праведники народів світу»
Багато євреїв бігли у ліси, але, як правило, партизани-неєвреї їх не приймали. З цієї причини деякі з втікачів були змушені через голод та холод повернутися в гето. Деяким колишнім в'язням гето вдавалося організувати власні партизанські загони.
Бін'ямін Котлер перед остаточною ліквідацією гето вивіз дружину, дочку і ще кілька людей у бочці з-під екскрементів і заховав їх на християнському цвинтарі, де вони більше року ховалися у ямі — і вижили.
У Гродно 18 осіб було удостоєні почесного звання «Праведник народів світу» від ізраїльського Меморіального комплексу Катастрофи і героїзму єврейського народу «Яд Вашем» «в знак глибокої вдячності за допомогу, надану єврейському народові в роки Другої світової війни».
- Цивинська Кристина і Юрковська (Цивинська) Данута — ними були врятовані Ільїн Ефраїм і його дочка Белла;[26]
- Мартинек Генріх і Галина — ними була врятована Гершович Міріам;[27]
- Сорока Тадеуш — ним були врятовані Ліпшиц Гершль, Шнайдер Лютек, Нусбаум Ліза та Берусек, Деречинський Арон;[28]
- Воланські Валеріан та Емілія — ними був врятований Майзель Богуслав;[29]
- Янулевич Болеслав-тато, Болеслав-син, Бабаровська (Янулевич) Леокадія — ними були врятовані Грозальські Лейзер та Сима;[30]
- Неведзька Софія-мати, Софія-дочка, Ірена — ними була врятована Стажевська Естер;[31]
- Кучинський Олександр та Кристина — ними був врятован Рабинович Йегуда;[32]
- Наумюк Олександр, Надія, Петр — ними був врятований Зарецький Йона;[33]

## Пам'ять
З понад чим 30 000 євреїв, які жити у Гродно до Катастрофи, вижили тільки приблизно 300 осіб (до 16 липня 1944 року у місті були живими тільки приблизно 200 євреїв, включаючи і партизан), повернулися жити у місті приблизно 15 осіб.
На могилі жертв геноциду євреїв у 1965 році була вставлена стела.
У 1991 році на вулиці Замковій, яка знаходилася під час війни на території одного з двох гето, встановлена меморіальна плита у пам'ять о євреях Гродно і прилеглих населених пунктів, що були вбиті нацистами і їх поплічниками.
По правому берегу річки Городничанки на вулицю Завершизна ведуть сходи з тесаного каменю. Вони були складена за наказом нацистів у 1942 — початку 1943 року в'язнями гето з надгробків єврейського кладовища. На місці самого кладовища зараз розташована автостоянка.
Опубліковані неповні списки вбитих гродненських євреїв.

## Архівні джерела
- Національний архів Республіки Білорусь (НАРБ):
  - фонд 205, опис 10, діло 485, сторінка 53;
  - фонд 845, опис 1, діло 8, сторінки 19-20, 22, 28, 31, 54;
  - фонд 861, опис 1, діло 7, сторінки 8-9;
- Архів Яд Вашем:
  - М-33/708;
  - М-33/715;
- Державний архів Російської Федерації (ГАРФ):
  - фонд 7021, опис 86, діло 40, сторінки 1-16, 56;
  - фонд 7021, опис 86, діло 48, сторінки 5-11;
- Державний архів Гродненської області (ДАГО):
  - фонд 1, опис 1, діло 54, сторінка 38;
  - фонд 1, опис 1, діло 180, сторінки 18-19;
  - фонд 1029, опис 1, діло 31, сторінка 81;
  - фонд 1029, опис 1, діло 48, сторінки 13, 19;
  - фонд 1029, опис 1, діло 60, сторінки 13, 19;
  - фонд 1029, опис 1, діло 64, сторінка 31;
  - фонд 1029, опис 1, діло 73, сторінка 31;
  - фонд 1029, опис 1, діло 75, сторінка 81;

## Додаткова література
- Б. Марраш. Геула або спроба до бігства? [Архівовано 11 жовтня 2011 у Wayback Machine.]
- Ксендз з Гродно написав книгу по заміткам невідомого в'язня Гродненського гето
- Єврейське Гродно[недоступне посилання з квітня 2019]